# Field Dalling
Field Dalling är en civil parish i Storbritannien.   Den ligger i grevskapet Norfolk och riksdelen England, i den sydöstra delen av landet, 170 km nordost om huvudstaden London. Antalet invånare är 273. Arean är 12,9 kvadratkilometer.
Terrängen i Field Dalling är platt.